# Поддержка Ираном ХАМАСа

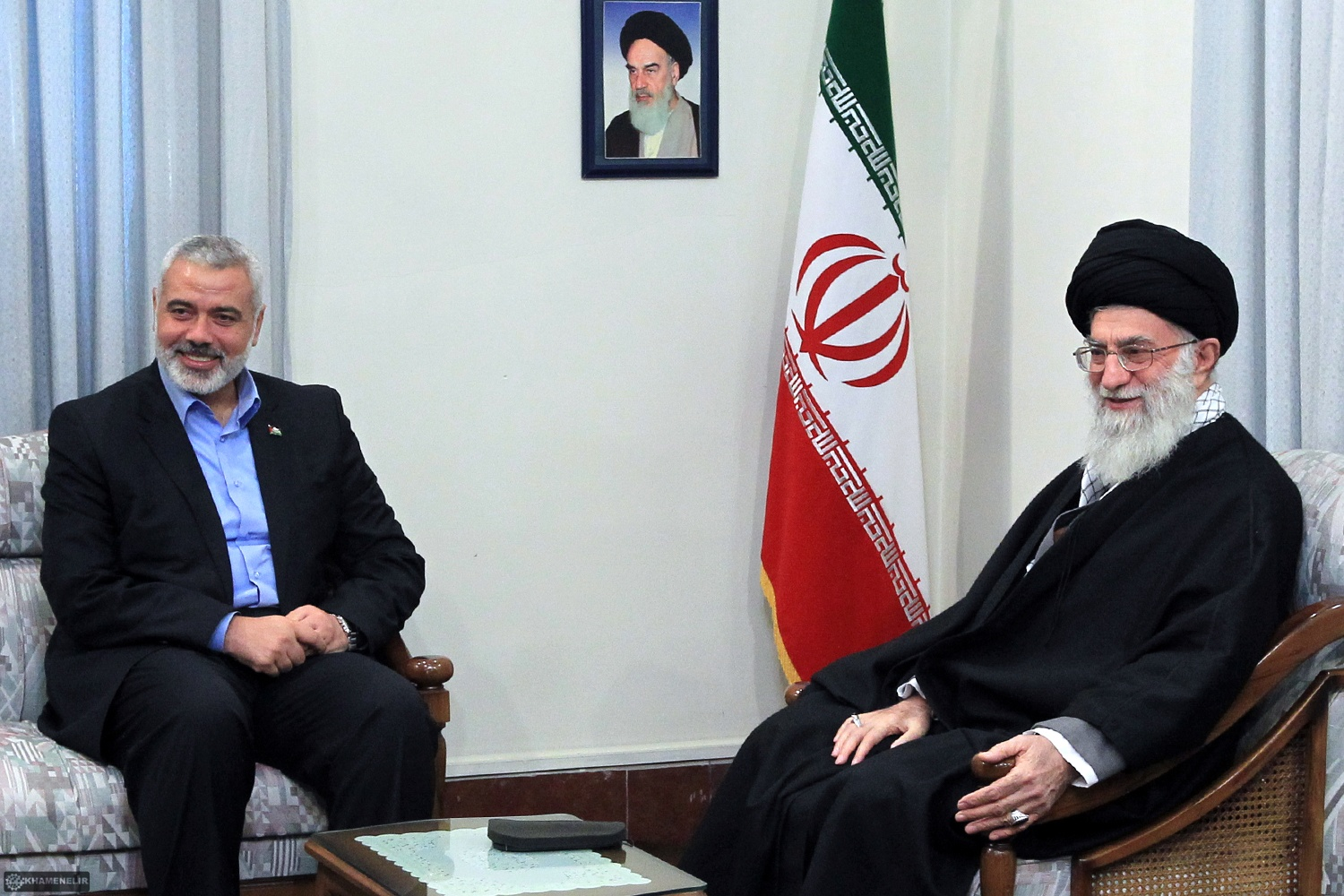
Главарь ХАМАСа Исмаил Хания и верховный лидер Ирана Али Хаменеи в 2012 году

Исламская Республика Иран является ключевым покровителем палестинской боевой организации ХАМАС, которая правит сектором Газа. Иран предоставляет ХАМАСу средства, оружие и обучение.
Согласно отчету Госдепартамента США за 2020 год, Иран ежегодно предоставляет около 100 миллионов долларов палестинским группировкам боевиков, включая ХАМАС. По данным источника в израильских службах безопасности, по состоянию на 2023 год Иран значительно увеличил финансирование ХАМАС до 350 миллионов долларов в год.

## История

### 1980—1900-е годы
Отношения между Ираном и ХАМАС укрепились после того, как ООП продолжила мирные усилия с Израилем. В 1990 году Иран провел в Тегеране конференцию в поддержку Палестины, на которой присутствовал ХАМАС, но не Ясир Арафат. В начале 1990-х годов делегация ХАМАСа, возглавляемая Мусой Абу Марзуком, участвовала в переговорах в Тегеране с высокопоставленными чиновниками, в том числе с аятоллой Хаменеи. Иран обязался оказывать как военную, так и финансовую поддержку, по сообщениям, в размере 30 миллионов долларов в год, а также обеспечивать военную подготовку тысячам членов ХАМАСа на базах Революционной гвардии (КСИР) в Иране и Ливане. Более того, ХАМАС открыл офис в Тегеране, заявив, что и Иран, и ХАМАС разделяют «идентичные взгляды на стратегические взгляды на палестинское дело в его исламском измерении».

### Вторая интифада

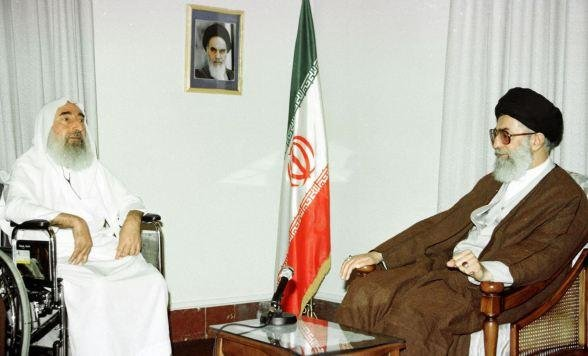
Встреча основателя ХАМАС Ахмеда Ясина с верховным лидером Ирана аятоллой Хаменеи в Тегеране (1998 год)

Поддержка Ираном ХАМАСа продолжалась и в условиях насилия Второй интифады. После кончины Арафата в 2004 году и ухода Израиля из сектора Газа в 2005 году поддержка Тегерана постепенно возрастала.

### ХАМАС захватывает сектор Газа
Иран и ХАМАС резко сблизились после неожиданной победы ХАМАСа на палестинских выборах 2006 года и насильственного захвата им сектора Газа в 2007 году когда иностранная помощь прекратилась. Во время визита в Тегеран в декабре 2006 года премьер-министра ХАМАСа Исмаила Хании Иран обязался предоставить помощь в размере 250 миллионов долларов.
В 2017 году Яхья Синвар заявил, что «отношения с Ираном просто отличные» и что «Иран является верным союзником».

### Война Израиля с ХАМАСом (2023)
Иранский Корпус стражей исламской революции (КСИР) работал с ХАМАСом над планированием внезапного нападения на юг Израиля 7 октября 2023 года и дал ХАМАСу зелёный свет на начало нападения на встрече в Бейруте 2 октября. Канцлер Германии Олаф Шольц полагает, что без иранской поддержки ХАМАС не смог бы напасть на Израиль. В ходе нападения, организованного ХАМАСом, палестинские боевики убили 1200 израильтян, в основном гражданских лиц, и взяли в заложники около 200 израильских гражданских лиц и солдат. За несколько недель до нападения около 500 бойцов ХАМАСа и Палестинского исламского джихада прошли подготовку в Иране под руководством сил «Кудс» КСИР.
По данным The Washington Post, атака произошла «при ключевой поддержке со стороны [Ирана], который предоставил военную подготовку и материально-техническую помощь, а также десятки миллионов долларов на оружие». Иранист Алекс Гринберг отмечает, что «Иран требует от ХАМАС терактов, а в обмен на удачный теракт ХАМАС получает больше денег».
22 ноября 2023 года Мусаб Хасан Юсеф сын сооснователя ХАМАСа Юсефа Хасана заявил, что: 

ХАМАС служит иностранным интересам; мы говорим об Иране и России. ХАМАС служит обеим сторонам; Иран платит им около миллиарда долларов ежегодно. Иран — настоящий хозяин в этой картине. ХАМАС не служит палестинскому народу; ХАМАС служит Ирану. Это хозяева ХАМАСа. Итак, их ложь о национализме, что они являются националистическим движением, которое заботится о палестинском народе? Посмотри на них! Они используют палестинский народ в качестве живого щита! Нам нужно освободить Газу от ХАМАСа. Это то, что делает Израиль. Он оказывает палестинскому народу величайшую услугу, свергнув ХАМАС.